# Mjukbjörnbär
Mjukbjörnbär (Rubus egregiusculus) är en rosväxtart som först beskrevs av Peter Kristian Nicolaj Friderichsen och Gelert, och fick sitt nu gällande namn av Ernst Hans Ludwig Krause. Enligt Catalogue of Life ingår Mjukbjörnbär i släktet rubusar och familjen rosväxter, men enligt Dyntaxa är tillhörigheten istället släktet rubusar och familjen rosväxter. Arten har ej påträffats i Sverige. Inga underarter finns listade i Catalogue of Life.